# Rénium(IV)-szulfid
A rénium(IV)-szulfid egy vegyület. Képlete ReS2.

## Szintézise
Rénium és kén reakciójával 1000 °C-on:
{\displaystyle \mathrm {Re+2\ S\longrightarrow ReS_{2}} }
Rénium(VII)-szulfid termikus bomlásával 1100 °C-on:
{\displaystyle \mathrm {Re_{2}S_{7}\ {\xrightarrow {\Delta }}\ 2\ ReS_{2}+3\ S} }

## Tulajdonságai
Fekete színű, vízben oldhatatlan, szagtalan anyag, a rénium legstabilabb szulfidja. Ellenáll a savaknak, lúgoknak és az alkálifém-szulfidoknak, azonban a hipoklórossav, salétromsav stb. ReO4−-tá oxidálja. 1000 °C-on a kvarccal reagál, de kénnel még hevítve sem lép reakcióba. 700 °C felett vákuumban elemi réniumra és kénre bomlik, a hidrogén magasabb hőmérsékleten réniummá redukálja. Diamágneses félvezető. Kristályszerkezete triklin, tércsoport: P1 (a = 645,5 pm, b = 636,2 pm, c = 640,1 pm, α = 105,04°, β = 91,60°, γ = 118,97°). Torzult kadmium(II)-klorid szerkezete van és izotípusos a rénium-diszeleniddel.

## Fordítás
Ez a szócikk részben vagy egészben  a   Rhenium(IV)-sulfid című német Wikipédia-szócikk fordításán alapul.  Az eredeti cikk szerkesztőit annak laptörténete sorolja fel. Ez a jelzés csupán a megfogalmazás eredetét és a szerzői jogokat jelzi, nem szolgál a cikkben szereplő információk forrásmegjelöléseként.